# The Pretty Toney Album
The Pretty Toney Album – czwarty studyjny album amerykańskiego rapera Ghostface Killaha członka Wu-Tang Clan wydany 20 kwietnia 2004 roku nakładem wytwórni Def Jam.
Jest to jedyny album artysty wydany pod pseudonimem Ghostface ("Killah" zostało całkowicie pominięte na okładce i w tekstach).

## Lista utworów
Opracowano na podstawie źródła
| #  | Tytuł                   | Producent             | Gościnnie                | Sample                                                                 | Czas |
| -- | ----------------------- | --------------------- | ------------------------ | ---------------------------------------------------------------------- | ---- |
| 1  | "Intro"                 | Emile                 |                          | - "Tobacco Road" w wykonaniu Tommy'ego Youngblooda                     | 2:28 |
| 2  | "Biscuits"              | True Master           | - Trife da God           | - "I Can’t Stand Up For Falling Down" w wykonaniu Sam & Dave           | 3:24 |
| 3  | "Kunta Fly Shit"        | RZA                   |                          | - "Survival" w wykonaniu Annette Peacock                               | 1:00 |
| 4  | "Beat The Clock"        | Minnesota             |                          | - "Since I Fell For You" w wykonaniu Laura Lee                         | 2:49 |
| 5  | "Metal Lungies"         | No I.D.               | - Sheek Louch - Styles P | - "Nobody Knows" w wykonaniu Operation Breadbasket Orchestra and Choir | 3:07 |
| 6  | "Bathtub" (skit)        |                       |                          | - "Not On The Outside" w wykonaniu The Moments                         | 1:35 |
| 7  | "Save Me Dear"          | Ghostface             |                          | - "You Got What I Need" w wykonaniu Freddiego Scotta                   | 3:02 |
| 8  | "It's Over"             | K-Def                 |                          | - "I'm Afraid The Masquerade Is Over" w wykonaniu Davida Portera       | 4:10 |
| 9  | "Keisha's House" (skit) | K-Def                 |                          |                                                                        | 1:04 |
| 10 | "Tush"                  | D. Trotman, Dub Dot Z | - Missy Elliott          | - "Naked Truth" w wykonaniu The Best of Both Worlds                    | 3:24 |
| 11 | "Last Night" (skit)     | K-Def                 |                          | - "Last Night Changed It All" w wykonaniu Esther Phillips              | 2:31 |
| 12 | "Holla"                 | Ghostface             | - Allah Real             | - "La La (Means I Love You)" w wykonaniu The Delfonics                 | 3:19 |
| 13 | "Ghostface"             | Digga                 |                          | - "AJ Scratch" w wykonaniu Kurtisa Blowa                               | 2:38 |
| 14 | "Be This Way"           | Nottz                 |                          | - "(We'll Always Be) Together" w wykonaniu Billy'ego Stewarta          | 4:09 |
| 15 | "The Letter" (Skit)     |                       |                          | - "Sunday" w wykonaniu Silvia Robinson                                 | 1:21 |
| 16 | "Tooken Back"           | Nottz                 | - Jacki-O                | - "Take Me Back" w wykonaniu The Emotions                              | 5:03 |
| 17 | "Run"                   | RZA                   | - Jadakiss               | - "Hogin Machine" w wykonaniu Lesa Baxtera                             | 3:19 |
| 18 | "Love"                  | No I.D.               | - Musiq - K. Fox         | - "Statue of a Fool" w wykonaniu Davida Ruffina                        | 3:38 |